# 1921 (szám)
Az 1921 (római számmal: MCMXXI) az 1920 és 1922 között található természetes szám.

## A matematikában
A tízes számrendszerbeli 1921-es a kettes számrendszerben 11110000001, a nyolcas számrendszerben 3601, a tizenhatos számrendszerben 781 alakban írható fel.
Az 1921 páratlan szám, összetett szám, félprím. Kanonikus alakja 171 · 1131, normálalakban az 1,921 · 103 szorzattal írható fel. Négy osztója van a természetes számok halmazán, ezek növekvő sorrendben: 1, 17, 113 és 1921.
Tizenhatszögszám.
Az 1921 nyolcvanöt szám valódiosztóösszeg-függvényeként áll elő, ezek közül a legkisebb a 900.